# تشارلز غوردون (لاعب كريكت)
تشارلز غوردون (8 سبتمبر 1849 - 24 مارس 1930) (بالإنجليزية: Charles Gordon)‏ هو لاعب كريكت بريطاني وبريطاني (وحمل سابقاً جنسية المملكة المتحدة لبريطانيا العظمى وأيرلندا).

## وصلات خارجية
- تشارلز غوردون على موقع إي آس بي آن كريك إنفو (الإنجليزية)